# Kleinrheinfeld
Kleinrheinfeld ist ein Gemeindeteil der Gemeinde Donnersdorf im unterfränkischen Landkreis Schweinfurt in Bayern.

## Geografische Lage
Das Kirchdorf befindet sich im Südwesten des Donnersdorfer Gemeindegebiets. Im Norden ist der Herrnsee zu finden, während weiter nördlich das Gemeindegebiet von Grettstadt mit der Gemarkung von Dürrfeld beginnt. Nordöstlich erhebt sich Donnersdorf selbst. Östlich liegt der Donnersdorfer Gemeindeteil Falkenstein. Südlich beginnt die Gemarkung von Vögnitz auf dem Gemeindegebiet von Sulzheim, im Westen ist Sulzheim selbst zu finden.

## Geschichte
Der Ortsname Kleinrheinfeld geht auf ein sogenanntes „Rannenfeld“ zurück. Als Rannen wurden alte, liegende Baumstämme bezeichnet, die weitergeflößt wurden. Ursprünglich war die Umgebung des Dorfes deshalb wohl sehr waldreich. Kleinrheinfeld tauchte im Jahr 1258 erstmals in den Urkunden auf. In den folgenden Jahrhunderten wechselte die kirchliche Zugehörigkeit des Dorfes sehr häufig. Heute ist die Kirche Teil der Pfarrei Traustadt.
Kleinrheinfeld war lange Zeit eine eigenständige Gemeinde im Landkreis Gerolzhofen. Im Zuge der Gemeindegebietsreform wurde es zunächst nach Traustadt eingemeindet, ehe es zusammen mit dem Nachbarort 1978 Teil der Gemeinde Donnersdorf wurde.

## Baudenkmäler

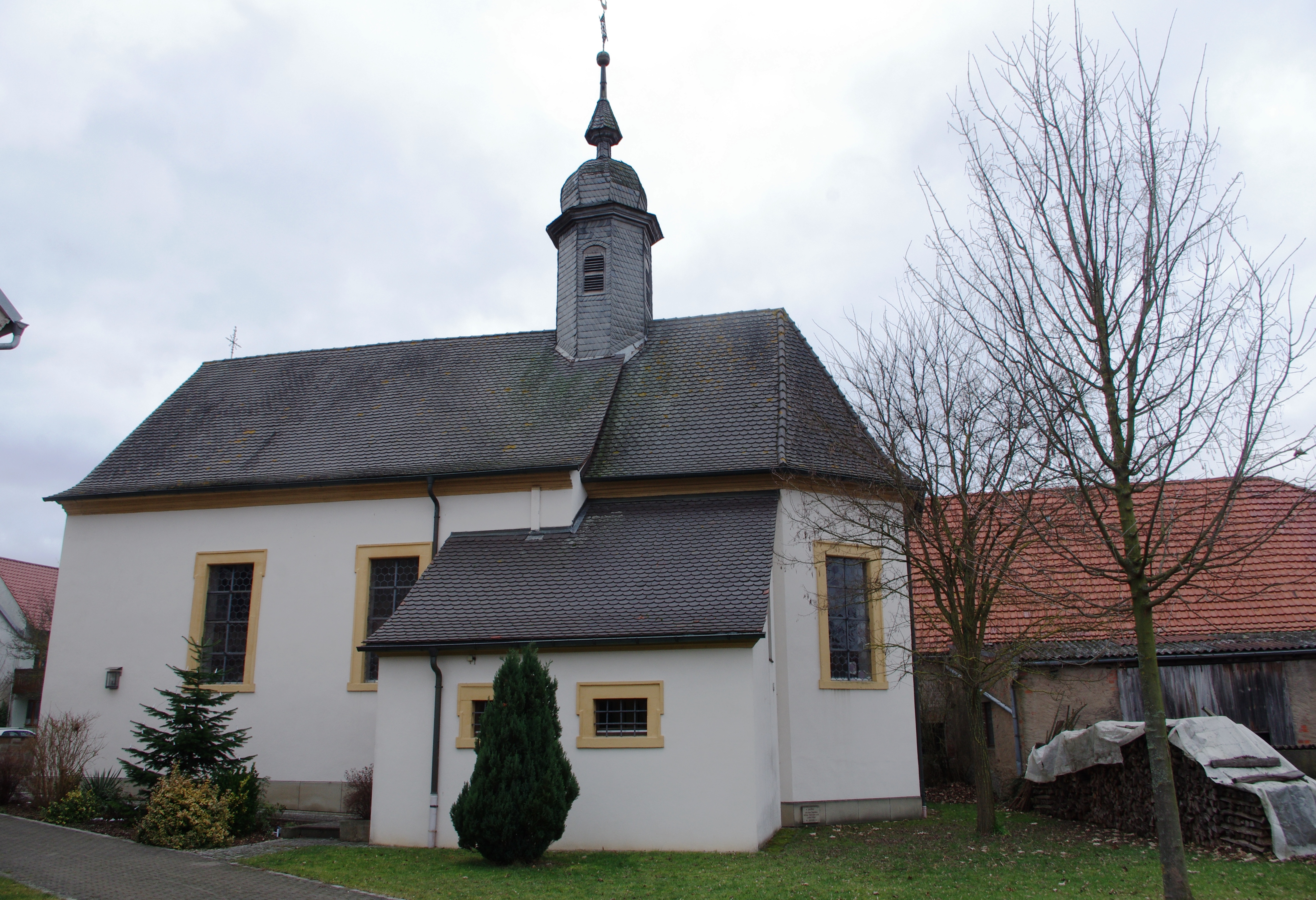
Die Kirche St. Jakobus in Kleinrheinfeld

Den Mittelpunkt des Ortes bildet die katholische Filialkirche. Sie ist dem heiligen Jakobus geweiht und entstand im Jahr 1712 unter der Regierung von Johann Philipp von Greiffenclau als Würzburger Fürstbischof. Oberhalb des Chores wurde ein sechsseitiger Dachreiter mit Kuppel angebracht. Nach 1712 komplettierte man auch die Ausstattung. Im Mittelpunkt des Chores ist der zweisäulige Hochaltar zu finden. Er ist umgeben von zwei Seitenaltären. Um 1750 stuckierte man das Langhaus. 
An einem der Ortsausgänge findet sich eine Kapelle. Sie wurde zu Beginn des 20. Jahrhunderts als Kriegergedächtniskapelle errichtet. Oberhalb des Eingangs wurde ein Fresko angebracht (Christus am Kreuz mit davor knienden Soldaten), im Inneren steht ein kleiner Rokoko-Altar, außerdem wurden zwei Heiligenfiguren aufgestellt. Des Weiteren haben sich im Dorf mehrere Bauernhäuser des 18. und 19. Jahrhunderts erhalten.
Als typisch fränkisches Bauerndorf haben sich um Kleinrheinfeld mehrere Bildstöcke und Kleindenkmäler erhalten. Als älteste gilt die sogenannte Hensleinsmarter an der Staatsstraße 2275. Sie stammt aus dem 16. bzw. 17. Jahrhundert und wurde mit Reliefs der Kreuzigung und der Kreuzabnahme verziert. Mehrere Bildstöcke aus dem 19. Jahrhundert wurden im Stil der Neugotik geschaffen, konnten allerdings vom Bayerischen Landesamt für Denkmalpflege nicht nachqualifiziert werden.